# Provocator palliatus
Provocator palliatus is een slakkensoort uit de familie van de Volutidae. De wetenschappelijke naam van de soort is voor het eerst geldig gepubliceerd in 1977 door Kaiser.